# Atsutla Range
Atsutla Range är ett berg i Kanada.   Det ligger i provinsen British Columbia, i den centrala delen av landet, 3 900 km väster om huvudstaden Ottawa. Toppen på Atsutla Range är 1 876 meter över havet, eller 20 meter över den omgivande terrängen. Bredden vid basen är 0,47 km. Atsutla Range ingår i Nazcha Hills.
Terrängen runt Atsutla Range är huvudsakligen kuperad. Trakten runt Atsutla Range är nära nog obefolkad, med mindre än två invånare per kvadratkilometer.. Det finns inga samhällen i närheten.
Omgivningarna runt Atsutla Range är i huvudsak ett öppet busklandskap.